# Сан Феделе (Фрозиноне)
Сан Феделе је насеље у Италији у округу Фрозиноне, региону Лацио.
Према процени из 2011. у насељу је живело 35 становника. Насеље се налази на надморској висини од 472 м.